# 小国喜弘
小国 喜弘（こくに よしひろ、1966年 - ）は、日本の教育学者。成城大学文芸学部専任講師、首都大学東京都市教養学部人文社会系准教授、早稲田大学教授などを経て、現在、東京大学大学院教育学研究科 総合教育科学専攻（基礎教育学コース）教授。バリアフリー教育開発研究センター副所長。大学院時代は佐藤学らに師事し、専門はインクルーシブ教育・日本の教育実践史。

## 人物
東京大学教育学部附属中等教育学校にスクールアドボケートの導入を推進するなど、バリアフリー教育開発に力を入れている。附属中等教育学校では生徒との対話を重視し昼食を一緒に食べたり、生徒会活動や生徒総会、三者協議会の場に積極的に参加をしている。
附属中等教育学校の勤務日には、生徒のドレスコード規定のネクタイを愛用している。

## 経歴
1966年 兵庫県生まれ。筑波大学附属駒場高等学校卒業ののち、東京大学入学。
- 1989年 東京大学文学部国史学科卒業。
- 1996年 東京大学大学院教育学研究科総合教育科学専攻学校教育開発学コース博士課程単位取得退学。
- 1999年 博士(教育学)。

2024年から東京大学教育学部附属中等教育学校校長。（任期２年）

## 著書
- 『民俗学運動と学校教育 －民俗の発見とその国民化』（東京大学出版会、2001年）
- 『戦後教育のなかの〈国民〉』（吉川弘文館、2007年）
- 『みんなの学校をつくるため』小国喜弘・木村泰子共著　（小学館 2019年）
- 『障害児の共生教育運動: 養護学校義務化反対をめぐる教育思想』（東京大学出版会 、2019年）
- 『戦後教育史 : 貧困・校内暴力・いじめから、不登校・発達障害問題まで』（中央公論新社、2023年）